# Glaucina alboceptata
Glaucina alboceptata är en fjärilsart som beskrevs av Dyar 1915. Glaucina alboceptata ingår i släktet Glaucina och familjen mätare. Inga underarter finns listade i Catalogue of Life.